# Hershey’s

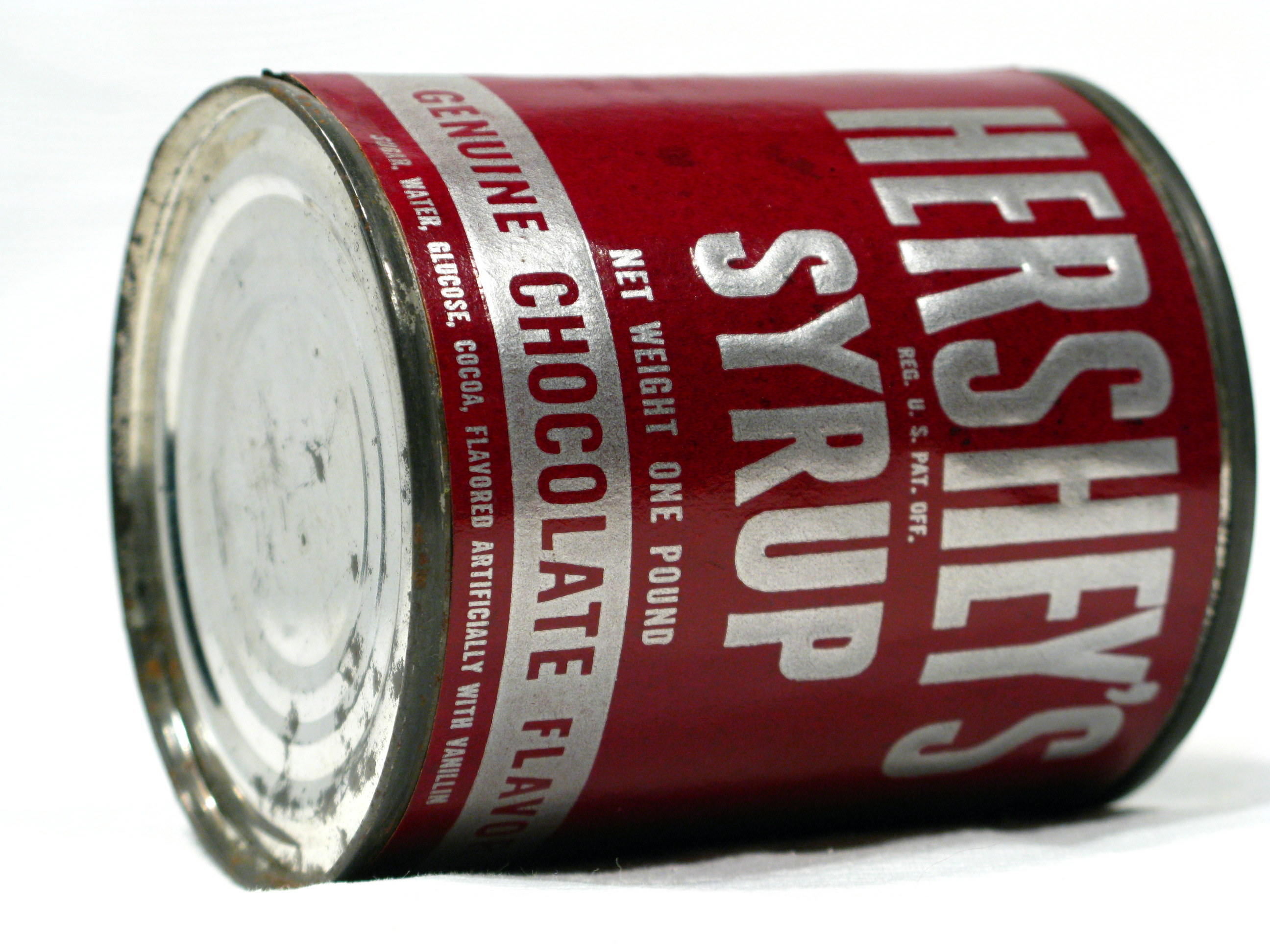
Hersheys Syrup

The Hershey Company, также известная как Hershey's — американская кондитерская компания, пятая крупнейшая в мире, крупнейший производитель шоколадных батончиков в Северной Америке. Главный офис находится в городе Херши (штат Пенсильвания). Компания была основана Милтоном Херши в 1894 году. Батончики Hershey’s и другие продукты продаются по всему миру.

## История
Компания была основана Милтоном Херши в конце XIX века. В 1886 году он основал в городе Ланкастер (штат Пенсильвания) компанию по производству молочной карамели Lancaster Caramel Company. В 1894 году при этой компании было создано подразделение по производству молочного шоколада Hershey Chocolate Company; технология производства шоколада с добавлением молока для смягчения вкуса была разработана в Европе в 1875 году, и Херши начал внедрение этой технологии в США. Для расширения производства в 1905 году была построена фабрика с самым прогрессивным на то время оборудованием, которая долгое время удерживала статус крупнейшей в мире кондитерской фабрики; к 1915 году она производила 100 тысяч фунтов (45 тонн) шоколада в день. Для размещения рабочих рядом с фабрикой был построен город Херши. В 1907 году Милтон с женой Кэтрин основали промышленную школу Херши для обучения детей-сирот. В 1918 году трастовый фонд, назначенный попечителем школы, был сделан владельцем The Hershey Company; фонд сохранил контрольный пакет акций компании после того, как в 1927 году она стала публичной. За годы Второй мировой войны компания выпустила около миллиарда  полевых пайков D (Field Ration D), специально разработанных шоколадных батончиков с овсяной мукой и витаминами, которые не таяли при температуре до 50 °C. Милтон Херши умер в 1945 году, в то время компания его имени контролировала 90 % рынка молочного шоколада США.
В начале 1960-х годов конкуренция на рынке шоколада возросла, в основном благодаря росту компании Mars, Inc.. Модернизация The Hershey Company началась под руководством Сэмюела Хинкля: была построена фабрика в Канаде, в 1963 году куплена другая кондитерская компания, H. B. Reese Candy Company, а в 1966 году были поглощены два производителя макаронных изделий San Giorgio и Delmonico Foods, в связи с чем в 1968 году название Hershey Company было изменено на Hershey Foods Corporation. Политику расширения спектра продукции продолжил возглавивший компанию в 1976 году Уильям Дирден. К 1982 году из $1,5 млрд выручки компании 30 % не были связаны с кондитерской продукцией. В 1988 году было куплено американское подразделение британской кондитерской компании Cadbury Schweppes PLC, а в 1991 году была куплена первая фабрика компании в Европе (в Германии).
В 2005 году компании было возвращено название The Hershey Company, поскольку подразделение макаронных изделий было выделено в самостоятельную компанию New World Pasta. В то же время было куплено несколько небольших американских производителей шоколада, такие как Scharffen Berger, Joseph Schmidt Confections, Dagoba Organic Chocolate. В 2011 году была поглощена канадская компания Brookside Foods Ltd. В 2014 году была снесена первая фабрика в Херши, к этому времени в городе работали две новые фабрики. Также в 2014 году была куплена шанхайская кондитерская компания Shanghai Golden Monkey; Hershey’s уже присутствовала на китайском рынке в виде созданного в 2007 году совместного предприятия Lotte Shanghai Food Company. В 2015 году был куплен калифорнийский производитель снеков KRAVE Pure Foods, Inc. В 2016 году за $290 млн был куплен нью-йоркский производитель шоколадных снеков barkTHINS, а в 2017 году за $1,6 млрд был поглощён техасский производитель поп-корна Amplify Snack Brands.

## Деятельность
The Hershey Company состоит из двух основных подразделений:
- Северная Америка — производство и продажа кондитерских изделий в США и Канаде; на это подразделение приходится 88 % оборота компании (в 2017 году $6,6 млрд из $7,5 млрд);
- международная и другая деятельность — производство и продажа кондитерских изделий в Китае, других странах Азии, Латинской Америке, Европе и на Ближнем Востоке, экспорт продукции в эти регионы; также к этому подразделению относится розничная торговля в магазинах сети Hershey’s Chocolate World (Херши, Нью-Йорк, Лас-Вегас, Ниагара-Фоллз, Дубай и Сингапур); в сумме эта деятельность приносит 12 % выручки компании.

Основными торговыми марками компании являются Hershey’s, Reese’s и Kisses, также используются различные бренды для разных видов продукции (в том числе торговые марки других компаний по лицензии):
- шоколад и другая кондитерская продукция: Jolly Rancher (владелец торговой марки Huhtamäki Oy), Almond Joy (Kraft Foods), Brookside, barkTHINS, Cadbury (Cadbury UK Limited, только в США), Good & Plenty (Huhtamäki Oy), Heath (Huhtamäki Oy), KitKat (Nestlé, только в США), Lancaster, Payday (Huhtamäki Oy), Rolo (Nestlé, только в США), Twizzlers, Whoppers (Huhtamäki Oy), York (Kraft Foods), Scharffen Berger и Dagoba;
- жевательная резинка и мятная карамель: Ice Breakers, Breathsavers и Bubble Yum;
- попкорн и солёные снеки: Krave, Popwell, SkinnyPop, Oatmega, Paqui и Tyrrells;
- региональные бренды: Golden Monkey и Munching Monkey (Китай), Pelon Pelo Rico (Мексика), IO-IO (Бразилия), Nutrine, Maha Lacto, Jumpin, Sofit (Индия). Компании также принадлежит 4 крупных дистрибуционных центра, 3 из них в США (Иллинойс, Пенсильвания и Юта) и один в Канаде (Брентфорд, Онтарио)[1].

Основные производственные мощности компании расположены в США: 2 фабрики в Херши и одна в Ланкастере (Пенсильвания), по одной в Робинсоне (Иллинойс) и Стюартс Драфт (Виргиния), а также в Мексике (Монтеррей), Китае (Шанхай) и Малайзии (Джохор).
| Год                    | 2000  | 2001  | 2002  | 2003  | 2004  | 2005  | 2006  | 2007  | 2008  | 2009  | 2010  | 2011  | 2012  | 2013  | 2014  | 2015  | 2016  | 2017  |
| ---------------------- | ----- | ----- | ----- | ----- | ----- | ----- | ----- | ----- | ----- | ----- | ----- | ----- | ----- | ----- | ----- | ----- | ----- | ----- |
| Оборот                 | 3,820 | 4,137 | 4,120 | 4,173 | 4,429 | 4,820 | 4,944 | 4,947 | 5,133 | 5,299 | 5,671 | 6,081 | 6,644 | 7,146 | 7,422 | 7,387 | 7,440 | 7,515 |
| Чистая прибыль         | 0,328 | 0,199 | 0,391 | 0,449 | 0,578 | 0,489 | 0,559 | 0,214 | 0,311 | 0,436 | 0,510 | 0,629 | 0,661 | 0,820 | 0,847 | 0,513 | 0,720 | 0,783 |
| Активы                 | 3,450 | 3,249 | 3,487 | 3,587 | 3,813 | 4,263 | 4,158 | 4,247 | 3,635 | 3,675 | 4,273 | 4,399 | 4,748 | 5,350 | 5,623 | 5,344 | 5,524 | 5,554 |
| Собственный капитал    | 1,207 | 1,183 | 1,410 | 1,326 | 1,137 | 1,016 | 0,683 | 0,624 | 0,350 | 0,760 | 0,938 | 0,881 | 1,048 | 1,616 | 1,520 | 1,047 | 0,828 | 0,932 |
| Сотрудников, тыс. чел. | 14,3  | 14,4  | 13,7  | 13,1  | 13,7  | 13,75 | 12,8  | 12,4  | 12,8  | 12,1  | 11,3  | 11,8  | 12,1  | 12,6  | 20,8  | 19,06 | 16,3  | 15,36 |

## Собственники и руководство
Основным акционером компании является Hershey Trust Company, попечитель трастового фонда, учреждённого Милтоном и Кэтрин Херши, единственным бенефициаром которого является школа Милтона Херши.
Президентом и главным исполнительным директором The Hershey Company с марта 2017 года является Микеле Бак (англ. Michele Buck).

## Критика
В 2001 году в серии материалов в СМИ против шоколадной индустрии в целом и против The Hershey Company в частности выдвигались обвинения в том, что они используют сырьё (какао-бобы), выращенное в западной Африке с использованием детского рабского труда. Несмотря на заявления этой и других компаний о начале контроля за происхождением сырья, подобные обвинения выдвигались и в последующие годы. Согласно расследованию, проведённому неправительственной организацией Mighty Earth и опубликованному в сентябре 2017 года, масштабы выращивания какао-бобов в западной Африке лишь возрастали, причём в значительной мере за счёт незаконного превращения национальных парков Кот-д'Ивуара и Ганы в сельскохозяйственные угодья. Семь из 23 национальных парков Кот-д’Ивуара почти полностью были разработаны под выращивание какао-бобов, что привело к сокращению популяции слонов с нескольких сотен тысяч до нескольких сотен. Помимо экологического аспекта доклад организации также отмечал неравномерность распределения выручки от продажи шоколада — из $100 млрд оборота шоколадной индустрии 44 % проходится на розничную торговлю, 35 % на производителей шоколада, таких как The Hershey Company, Mars, Mondelēz International, Ferrero, Nestlé и Cadbury, на фермеров, выращивающих какао-бобы — 6,6 %. Согласно годовому отчёту за 2017 год 70 % какао-продуктов, используемых компанией, западно-африканского происхождения.

## Дочерние компании
Основные дочерние компании на конец 2017 года:
- США:
  - Делавэр: Hershey Chocolate of Virginia, Inc.; Hershey Chocolate & Confectionery Corporation; Hershey International Ltd.; CSH Foods, Inc.; Artisan Confections Company; Krave Pure Foods, Inc.; Amplify Snack Brands, Inc.
  - Нью-Йорк: Ripple Brand Collective, LLC
- Бразилия: Hershey do Brasil Ltda.
- Великобритания: Hershey UK Holding Limited; Hershey UK Finance Limited
- Гонконг: LH Foods Co., Limited (50 %)
- Индия: Hershey India Private Limited; Nutrine Confectionery Company Private Limited
- Канада: Hershey Canada, Inc.
- Китай: Hershey (Shanghai) Foods Research and Development Co. Ltd.; Hershey Commercial (Shanghai) Co. Ltd.; Hershey (China) Investment Management Co., Ltd.; Shanghai Golden Monkey Food Joint Stock Co., Ltd.; Lotte Shanghai Foods Co., Ltd. (50 %)
- Малайзия: Hershey Malaysia Sdn. Bhd.
- Мексика: Hershey Mexico S.A. de C.V.; Hersmex S. de R.L. de C.V.; Servicios de Hersmex S. de R.L. de C.V.
- Нидерланды: Hershey Netherlands B.V.
- Пуэрто-Рико: Hershey Caribe, Inc.
- Сингапур: Hershey Singapore Pte. Ltd.; Hershey Asia Pacific Pte. Ltd.
- Таиланд: Hershey (Thailand) Co. Ltd.
- Филиппины: Hershey Philippines, Inc.
- Швейцария: Hershey Trading GmbH
- Япония: Hershey Japan Co., Ltd.